# Sedale Threatt
Sedale Eugene Threatt (Atlanta, 10 settembre 1961) è un ex cestista statunitense, professionista nella NBA, in Francia, Grecia e Svizzera.

## Carriera
Venne selezionato dai Philadelphia 76ers al sesto giro del Draft NBA 1983 (139ª scelta assoluta).